# Гора (сельское поселение Горское)
Гора́ — деревня в Орехово-Зуевском муниципальном районе Московской области. Входит в состав сельского поселения Горское. Население — 45 чел. (2010).

## География
Деревня Гора расположена в северной части Орехово-Зуевского района, примерно в 5 км к югу от города Орехово-Зуево. На западной окраине деревни протекает река Лютиха. Высота над уровнем моря 134 м. Ближайший населённый пункт — деревня Новая.

## Название
Название происходит от термина гора — «участок высокого берега реки».

## История
Впервые деревня Гора значится в переписных книгах 1705 года, в ней тогда было 7 дворов и 24 души мужского пола. В 1764 году в деревне было уже 146 душ мужского пола. В 1863 году в деревню был перенесен деревянный храм из села Орехова.
В конце XIX — начале XX века село Гора входила в состав Кудыкинской волости Покровского уезда Владимирской губернии.
В 1926 году деревня являлась центром Горского сельсовета Кудыкинской волости Орехово-Зуевского уезда Московской губернии.
С 1929 года — населённый пункт в составе Орехово-Зуевского района Орехово-Зуевского округа Московской области, с 1930-го, в связи с упразднением округа, — в составе Орехово-Зуевского района Московской области.
До муниципальной реформы 2006 года Гора входила в состав Горского сельского округа Орехово-Зуевского района.

## Население
В 1905 году в деревне проживало 212 человек (41 двор). В 1926 году в деревне проживало 282 человека (118 мужчин, 164 женщины), насчитывалось 63 хозяйства, из которых 46 было крестьянских.
| 1859 |
| ---- |
| 153  |

| 1926 | 2002 | 2006 | 2010 |
| ---- | ---- | ---- | ---- |
| 282  | ↘70  | ↘50  | ↘45  |

## Достопримечательности

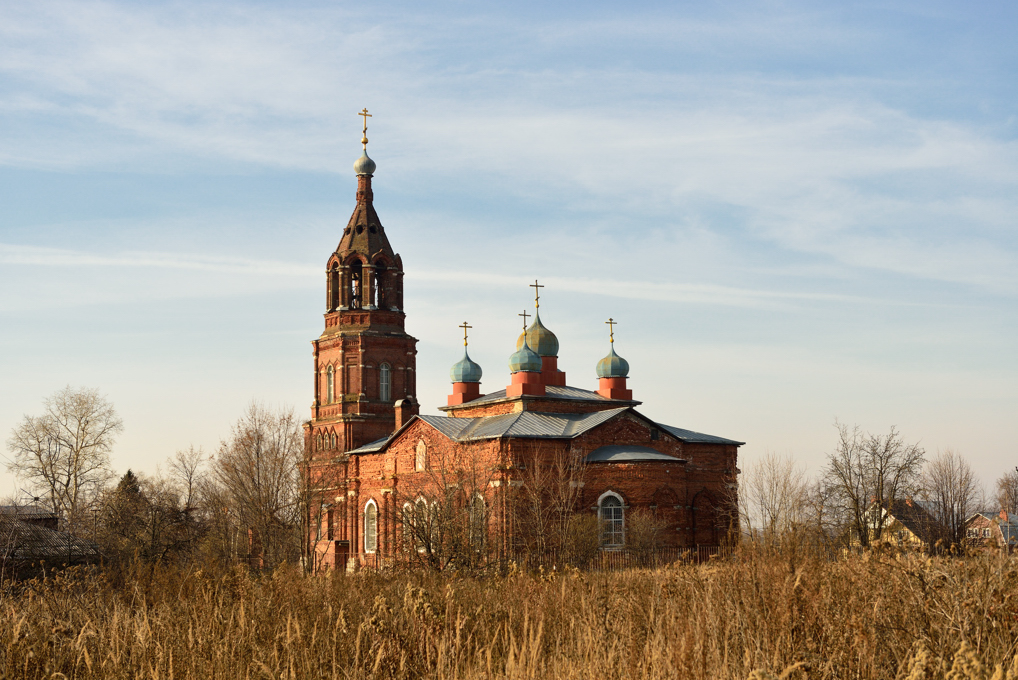
Церковь Рождества Пресвятой Богородицы

В деревне находится церковь Рождества Пресвятой Богородицы.
В 1863 году в деревню был перенесен деревянный храм из села Орехова. Первоначально была устроена и освящена трапеза с двумя престолами во имя святого Николая Чудотворца и святого мученика Никиты, главный же престол во имя Рождества Пресвятой Богородицы был освящен в 1865 году. В 1876 году эта церковь сгорела. В 1886 году был окончательно отстранен и освящен главный престол в честь Рождества Пресвятой Богородицы, а в 1887 году приделы во имя святого Николая Чудотворца и святого мученика Никиты. В селе Гора в 1896 году была открыта церковно-приходская школа, учащихся было 37.

## Известные уроженцы
- Анна Котухина — мастер палехской лаковой миниатюры, Народный художник СССР.